# Мадлен-Шарлотта-Бонна-Тереза де Клермон-Тоннер
Мадлен-Шарлотта-Бонна-Тереза де Клермон-Тоннер (фр. Madeleine-Charlotte-Bonne-Thérèse de Clermont-Tonnerre; 14 августа 1635 — 21 августа 1701) — герцогиня де Пине-Люксембург, графиня де Линьи, жена маршала Люксембурга.

## Биография
Дочь Маргариты-Шарлотты де Люксембург-Линьи, герцогини де Пине-Люксембург, и её второго мужа графа Шарля-Анри де Клермон-Тоннера. По словам герцога де Сен-Симона: 

Она была чудовищно уродлива и лицом и фигурой: ни дать ни взять толстая торговка селедкой на базаре; но так как дети от первого брака были неспособны к наследованию, то она была очень богата, что, по мнению Месье Принца, должно было позволить сделать Бутвиля герцогом и пэром.— Сен-Симон. Мемуары. 1691—1701, с. 106
Душевные качества этой особы нисколько не компенсировали изъянов внешности. Ничтожная и бесцветная, со странными манерами, она не обладала ни приятностью характера, ни силой воли. Изначально её приданое было очень скромным, так как у отца не было состояния, а наследство матери подлежало разделу на три части. С помощью сомнительной махинации, осуществленной принцем Конде, её отцом и госпожой де Шатийон, отстранившими от наследования её единоутробных брата и сестру, Мадлен-Шарлотта-Бонна-Тереза стала обладательницей титулов и владений дома Люксембург-Линьи, которые передала своему мужу Франсуа-Анри де Монморанси-Бутвилю, который также не отличался приятной наружностью, будучи горбатым спереди и сзади.
Брачный контракт, составленный 1—2 марта 1661, был утвержден 28 марта в присутствии Людовика XIV, Анны Австрийской, принца Конде и множества других значительных лиц. Герцогиня приносила в приданое герцогство Пине, графство Линьи, княжество Эгремон и другие земли, дававшие совокупный доход в 80 тыс. ливров, а Бутвиль, со своей стороны, вносил замки и сеньории Преси-сюр-Уаз, Гайярбуа, Люсс в Наварре, и менее значительные владения.
Брак был заключен 17 марта 1661. Все свадебные расходы оплачивала Мадлен-Шарлотта-Бонна-Тереза. Никакой любви, привязанности, или хотя бы видимости таковых, она, по мнению де Сегюра, ни от мужа, ни от детей так и не дождалась, довольствуясь, по словам Сен-Симона, почестями, богатством и титулами. Вскоре она была фактически сослана мужем в Линьи-ан-Барруа, где и прожила безвыездно и почти в одиночестве около сорока лет, не принимая никакого участия ни в придворной жизни, ни в делах маршала.

## Дети
- Шарль-Франсуа-Фредерик I де Монморанси-Люксембург (28.02.1662—4.08.1726), герцог де Пине-Люксембург. Жена 1) (1686): принцесса Мари-Анн д'Альбер (1671—1694), дочь Шарля-Оноре д'Альбера, герцога де Шеврез и де Люин, и Жанны-Мари-Терезы Кольбер; 2) (1696): Мари Жилонн Жийе, маркиза де Клерамбо (ум. 1709), дочь Рене Жийе, маркиза де Клерамбо и Марманд, и Мари Ле Луп де Бельнав
- Пьер-Анри-Тибо де Монморанси-Люксембург (1663—25.11.1700), аббат Оркана и Сен-Мишеля, великий магистр французской ветви ордена Госпитальеров Святого Духа
- Поль-Сижисмон де Монморанси-Люксембург (3.09.1664—28.10.1731), герцог де Шатийон. Жена 1) (1696): Мари-Анн де Ла Тремуй (1676—1708), маркиза де Руайян, графиня д’Олонн, дочь Франсуа де Ла Тремуя, маркиза де Руайян, графа д’Олонн, и Иоланды-Жюли де Ла Тремуй-Нуармутье; 2) (1731): Элизабет Руйе де Меле (ум. 1740), дочь Этьена Бушю
- Анжелика-Кюнегонда де Монморанси-Люксембург (18.01.1666—7.01.1736), светская аббатиса Пуссе. Муж (7.10.1694): Луи-Анри де Бурбон-Суассон, принц де Невшатель и Валанжен (1640—1703)
- Кристиан-Луи де Монморанси-Люксембург (9.02.1676—23.11.1746), принц де Тенгри, маршал Франции. Жена (1711): Луиза-Мадлен де Арле де Бомон (1694—1749), дочь Ашиля IV Арле, графа де Бомона, и Луизы-Рене де Лоюе де Коетенваль